# 963 (numero)
Novecentosessantatré (963) è il numero naturale dopo il 962 e prima del 964.

## Proprietà matematiche
- È un numero dispari.
- È un numero composto con 6 divisori: 1, 3, 9, 107, 321, 963. Poiché la somma dei suoi divisori (escluso il numero stesso) è 441 < 963, è un numero difettivo.
- È un numero palindromo e un numero ondulante nel sistema numerico esadecimale e nel sistema posizionale a base 26 (1B1).
- È parte delle terne pitagoriche (963, 1284, 1605), (963, 4280, 4387), (963, 5684, 5765), (979, 17160, 17187), (979, 51516, 51525), (979, 154560, 154563), (979, 463684, 463685).
- È la somma dei primi 24 numeri primi.
- È un numero 67-gonale e 322-gonale.
- È un numero nontotiente in quanto dispari e diverso da 1.

## Astronomia
- 963 Iduberga è un asteroide della fascia principale del sistema solare.
- NGC 963 è una galassia della costellazione della Balena.

## Astronautica
- Cosmos 963 è un satellite artificiale russo.